# J. A. Bayona
Juan Antônio García Bayona (Barcelona, 9 de maio de 1975), conhecido profissionalmente como J. A. Bayona, é um cineasta espanhol. Além de dirigir comerciais de televisão e vídeoclipes, Bayona é mais conhecido por dirigir o filme de terror de 2007, O Orfanato, o filme de drama de 2012, O Impossível e o drama de fantasia de 2016, Sete Minutos Depois da Meia-Noite. Ele está pronto para dirigir a quinto filme da série Jurassic Park.

## Filmografia

### Filmes
- My Holidays (1999, curta)
- The Spongeman (2002, curta)
- O Orfanato (2007)
- O Impossível (2012)
- Sete Minutos Depois da Meia-Noite (2016)
- Jurassic World: Fallen Kingdom (2018)
- A Sociedade da Neve (2023)

### Televisão
- Penny Dreadful (2014); 2 episódios: "Night Work", "Seance")

## Ligações Externas
- J. A. Bayona. no IMDb.